# Libnotes cerinella
Libnotes cerinella là một loài ruồi trong họ Limoniidae. Chúng phân bố ở miền Australasia.